# Nate Carter
Pour les articles homonymes, voir Carter.
Nate Carter, né le 27 novembre 1983, à Chicago, dans l'Illinois, est un joueur américain de basket-ball. Il évolue au poste d'ailier fort.

## Palmarès
- Champion de France de Pro B 2011
- MVP du championnat de France de Pro B 2010-2011